# Edmund FitzAlan-Howard

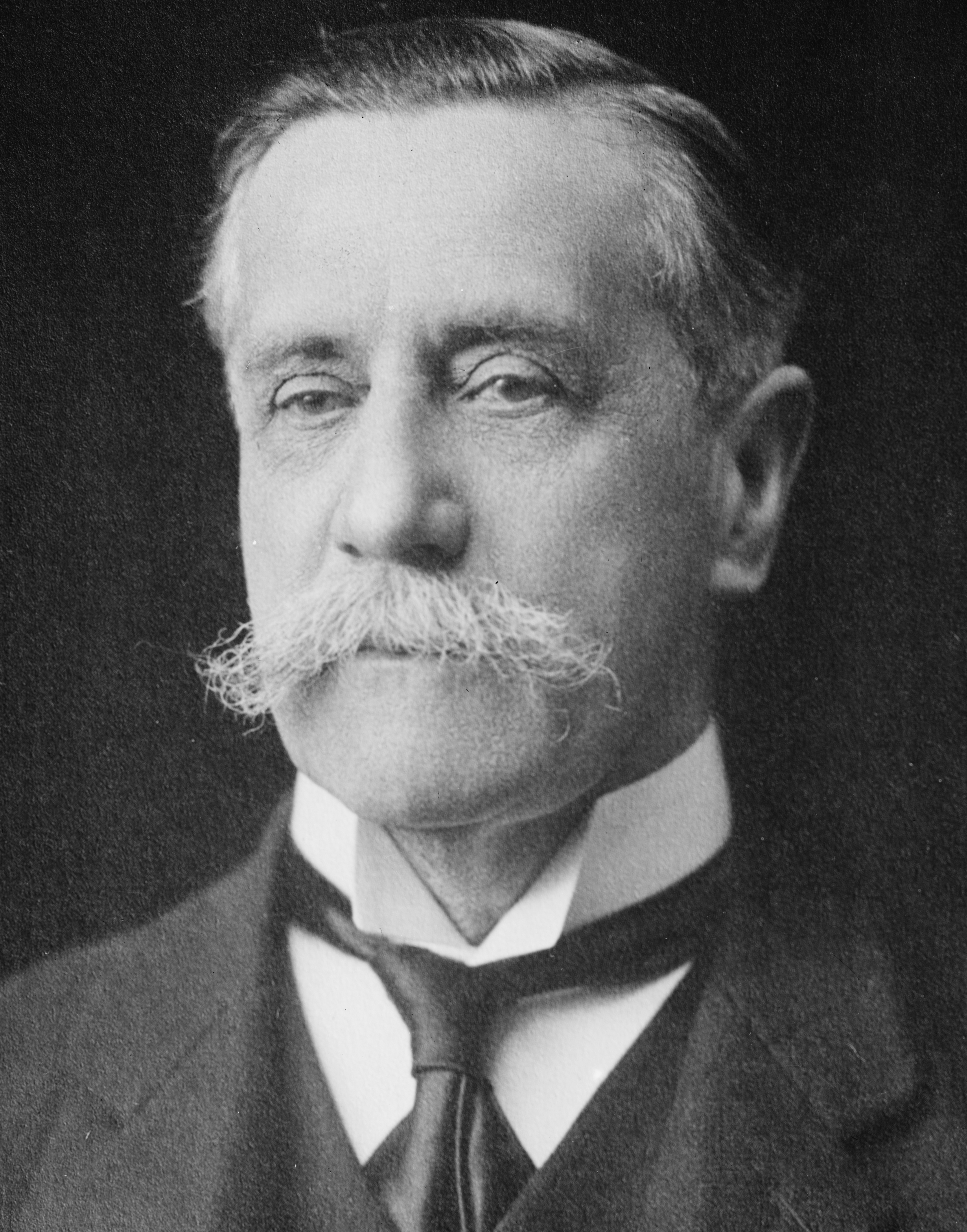
Edmund Talbot

Edmund FitzAlan-Howard, 1º Visconde de FitzAlan de Derwent KG, PC (1 de junho de 1855 – 18 de maio de 1947), também conhecido como Lorde Edmund Talbot, foi um político britânico do Partido Conservador. Ele foi também o último Lorde Tenente da Irlanda.